# Secció 337A del Codi Penal de Singapur
La secció 377A va ser una llei de Singapur introduïda sota el règim colonial britànic que penalitza les relacions sexuals entre homes adults que donen el seu consentiment. Va ser afegida al Codi Penal en 1938 pel govern colonial. Va continuar formant part de l'ordenament jurídic de Singapur després de la revisió del Codi Penal d'octubre de 2007, que va eliminar la majoria de les altres disposicions de l'article 377, fins a la seva abolició el novembre del 2022.
| « | Any male person who, in public or private, commits, or abets the commission of, or procures or attempts to procure the commission by any male person of, any act of gross indecency with another male person, shall be punished with imprisonment for a term which may extend to 2 years | » |

| « | Tot home que, en públic o en privat, cometi, o instigui a cometre, o procuri o intenti procurar que un altre home cometi, qualsevol acte d'indecència greu amb un altre home, serà castigat amb una pena de presó de fins a 2 anys | » |

Durant el periode que la llei estigué vigent en el Codi Penal, es mantenia de iure i estava fixada la pena de dos anys a la presó, tot i que no es va aplicar mai de facto: no hi va haver condemnes per relacions sexuals consentides entre homes adults en dècades. Cal assenyalar que la llei no penalitzava pas les relacions sexuals entre dones, només entre homes.
El 28 de febrer de 2022, el Tribunal d'Apel·lació del Tribunal Suprem de Singapur va reafirmar que la 377A no es podia utilitzar per a processar a homes per mantenir relacions sexuals entre homosexuals. Aquell mateix any, una enquesta d'Ipsos va revelar que el 44% dels residents de Singapur donava suport al manteniment de la llei, mentre que el 20% s'hi oposava i el 36% restant es mostrava ambivalent.
El 21 d'agost de 2022, el primer ministre Lee Hsien Loong va anunciar, durant la manifestació anual del Dia Nacional, que el govern derogaria la Secció 377A, posant fi a la criminalització de facto i de iure. Finalment, el Parlament de Singapur la va abolir el 29 de novembre del 2022 mentre que al mateix temps va blindar el matrimoni heterosexual per evitar impugnacions judicials que portessin a la legalització del matrimoni homosexual.